# 明楽茂村
明楽 茂村（あけら しげむら）は、江戸時代中期から後期にかけての旗本。子は普請奉行などを勤めた明楽茂正。

## 略歴
宝暦10年（1760年）に生まれる。初名は源次郎。後に八五郎、八郎右衛門。明和3年（1766年）10月4日に家督を継ぐ。御広敷御庭番となり、御普請方改役、普請下奉行を経て、寛政6年（1794年）7月25日に御目見の身分となり西丸二丸山里の御庭預となる。寛政9年（1797年）4月7日に御休息御庭者支配となり、同年9月14日には御賄頭となる。
文化10年（1813年）閏11月に腰物奉行となり100俵高に加増。文化13年（1816年）12月には勘定吟味役上座となり、文政5年（1822年）4月に100俵加増、文政10年（1827年）11月に御留守居番との兼職を命ぜられる。天保2年（1831年）12月に諸大夫役となり飛騨守を称す。
天保3年（1832年）3月15日、同月に亡くなった村垣定行に代わり勝手方勘定奉行に就任し500石高となる。天保8年（1837年）8月28日に300石加増されて800石高になる。天保12年（1841年）正月、勘定奉行在任中に没す。享年82。

## 隠密御用
茂村は御庭番として身分を隠して諸国の実情を探る遠国御用も勤めている。天明8年（1788年）2月に小十人格御庭番の梶野平九郎と共に京都へ、寛政8年（1796年）4月には添番並庭番の高橋松三郎と共に上方筋を調査するための御用を果たしたという記録がある。飴売りになって江戸市中を3年も探索をしていたという話も残されている。
天明7年（1787年）5月に江戸で起きた打ちこわし（天明の打ちこわし）の調査に、御休息御庭之者支配梶野矩満、両番格御庭番の古坂古峯、高橋恒成、村垣軌之、小十人格御庭番の和多田直温とともに従事。
文政9年（1826年）6月には同僚の小十人格庭番・川村庄五郎（川村修就）と共に上方筋へ派遣されている。シーボルト事件を研究した秦新二によれば、これは江戸参府中のフィリップ・フランツ・フォン・シーボルトを内偵調査し、また実際には長崎にも赴いて薩摩藩の抜け荷やシーボルトについて詳しく調査したのではないかと推察している。
天保9年（1838年）には、全国の諸大名から集めた資料に基づいて天保の国絵図を作成している。茂村の指揮の下、幕府勘定所が一手に改訂したもので、「松前島（北海道）」図に北方地域に関する新しい情報が書き加えられているのが特徴である。
勘定奉行としては、遠山景元（公事方）の同僚で、伊豆韮山代官の江川英龍の上司に当たった。天保の大飢饉が起きた時には、南町奉行・筒井政憲や北町奉行・大草高好らと協議して様々な救済策を立案した。天保9年の江戸湾測量の一件で鳥居耀蔵と対立することになった江川に対して、任務中「忍」をもっとも重んずるよう言い含めたという。

## 御庭番・明楽家分家
茂村は御庭番家筋・明楽樫右衛門家の分家である明楽源之助家の2代目である。
茂村の父・明楽源之助茂昭（しげあきら）は、明楽家2代目嘉太夫政晴（まさはる）の三男で、3代目宇八郎正元（まさもと）と4代目善次郎允武（まさたけ）の弟である。延享3年（1746年）9月28日に分家を立て新規に御広敷伊賀者となり、御庭番を勤め、後に御広敷御庭番となる。